# Cabo Frio
Cabo Frio est une ville de l'État de Rio de Janeiro au Brésil. Le hameau est fondé par le gouverneur Constantino de Menelau (pt) le 15 août 1615 ; il obtient la dénomination de ville le 13 novembre de la même année. La ville comptait 200 380 habitants en 2013. Sa superficie est de 400 km2.

## Histoire
En 1503, la troisième expédition navale portugaise arrive vers la côte brésilienne et fait naufrage à Fernando de Noronha. Le reste de la flotte est dispersé. Les marins des deux navires sous le commandement d'Amerigo Vespucci construisent une forteresse et une menuiserie.
L'économie de la ville repose principalement sur le tourisme. La ville est réputée pour ses très belles plages au nombre de neuf : Forte, Pero, Sao Bento, Siqueira, Sudoeste, Dunas, Foguete, Palmeiras, Unamar. 

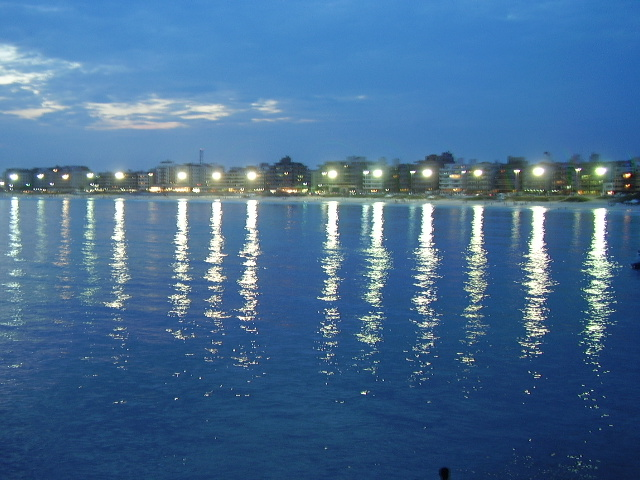
Praia do Forte

L'Associação Desportiva Cabofriense, créé en 1997 est un célèbre club de la ville. Le club joue au stade Correao.

## Maires
| Période | Période | Identité               | Étiquette | Qualité |
| ------- | ------- | ---------------------- | --------- | ------- |
| 2005    | 2012    | Marcos da Rocha Mendes | PSDB      |         |

## Personnalités liées à la commune
- Rafael Navarro (2000-), footballeur né à Cabo Frio.

## Galerie

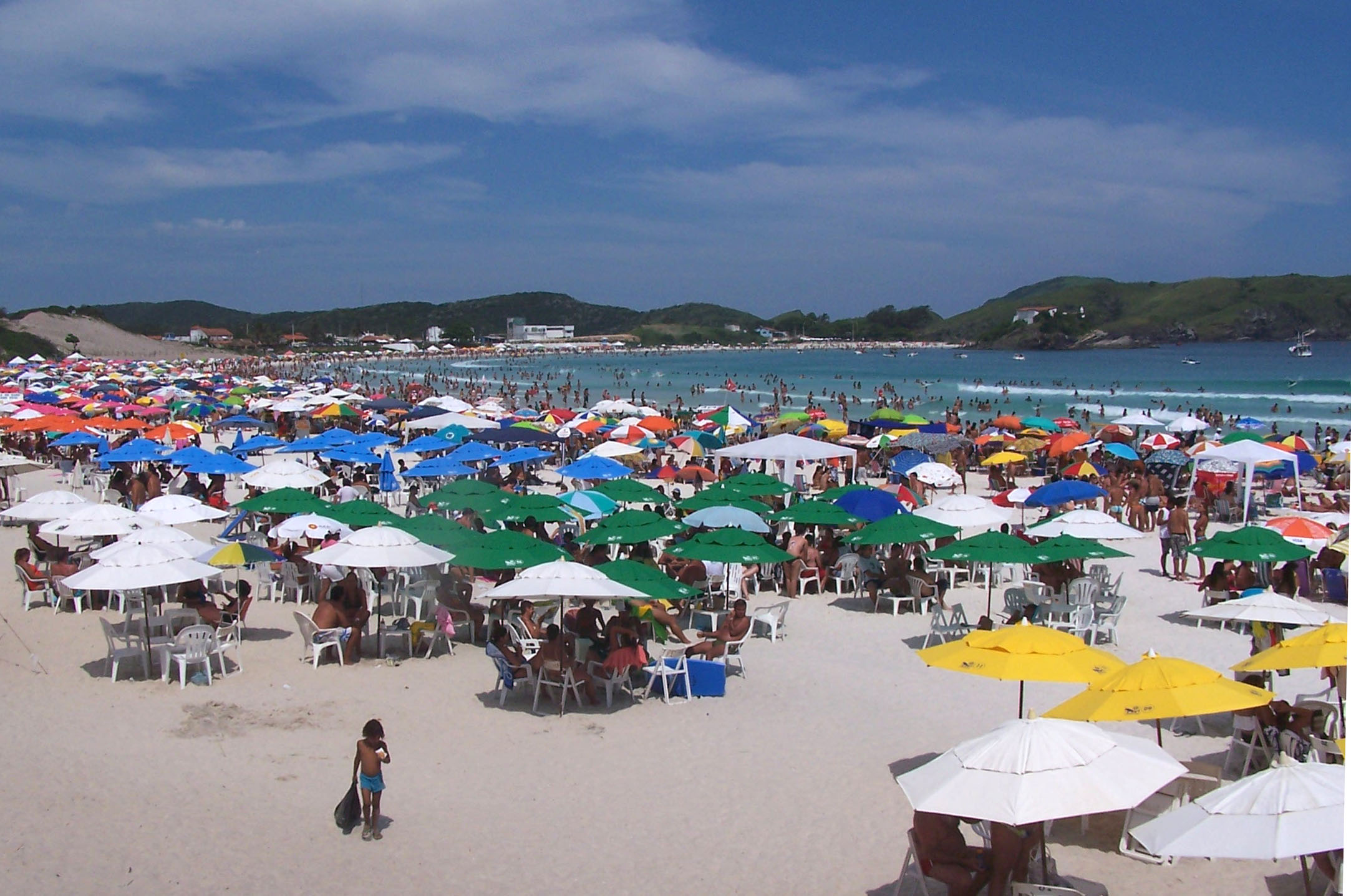
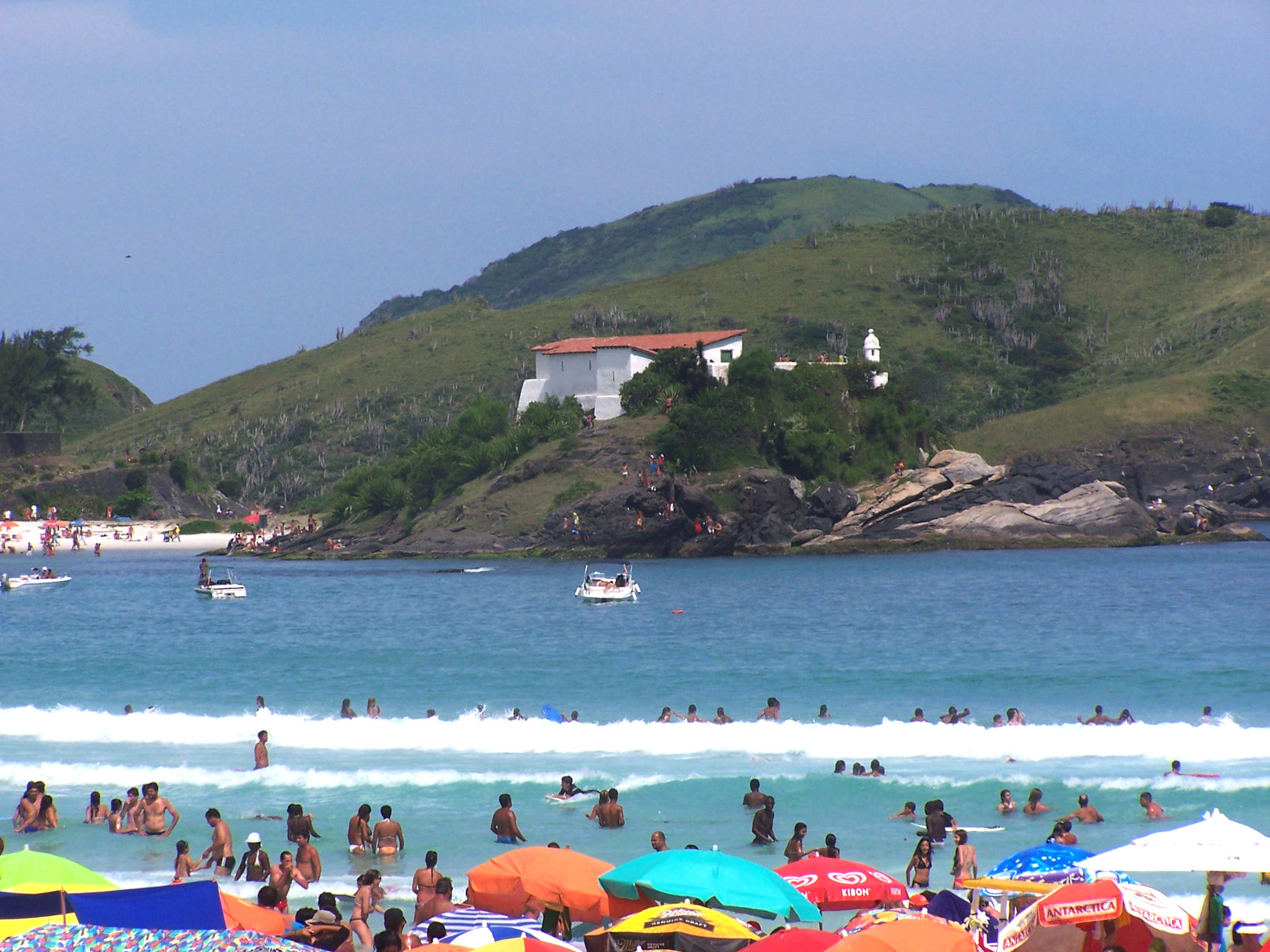
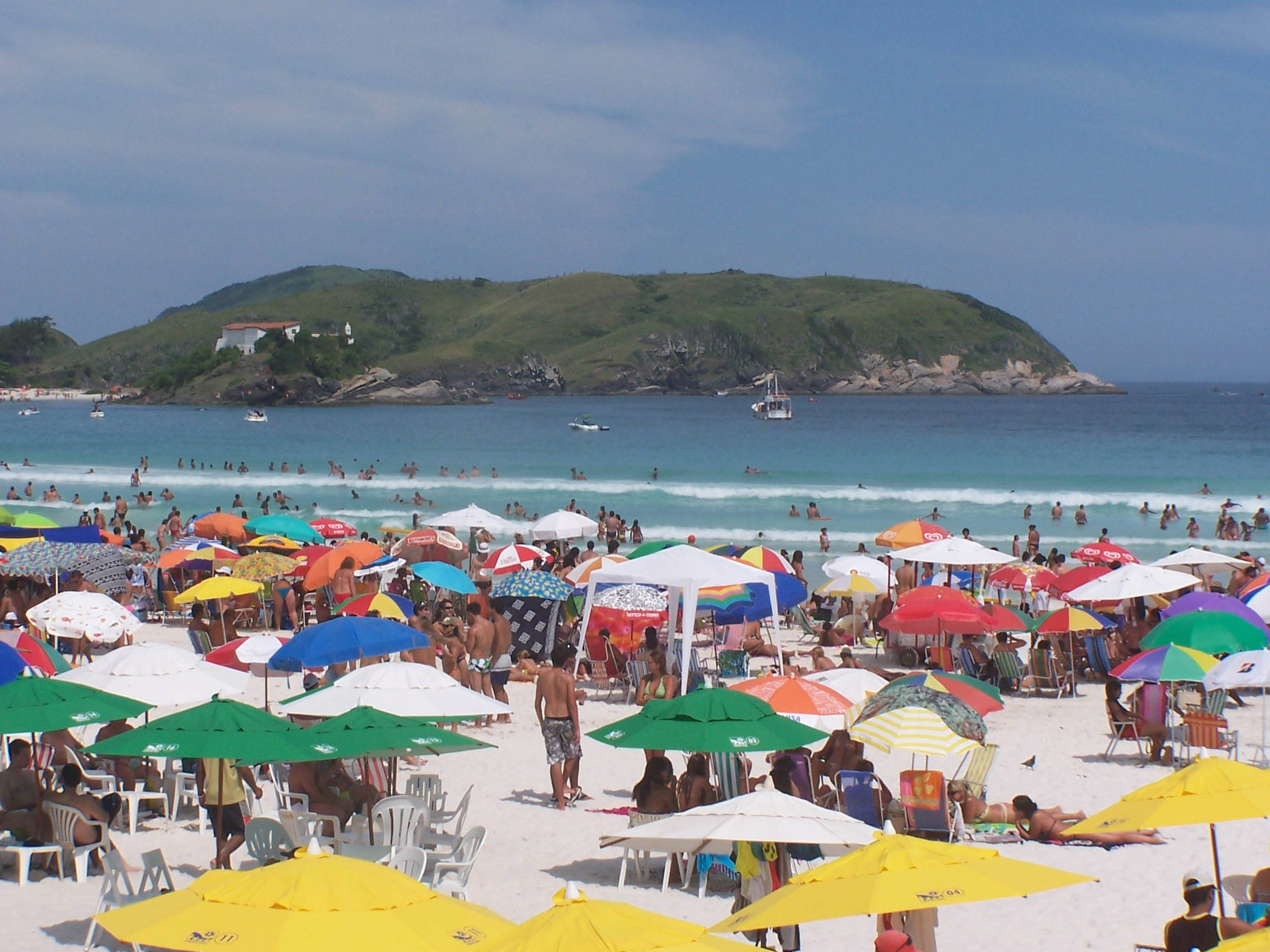
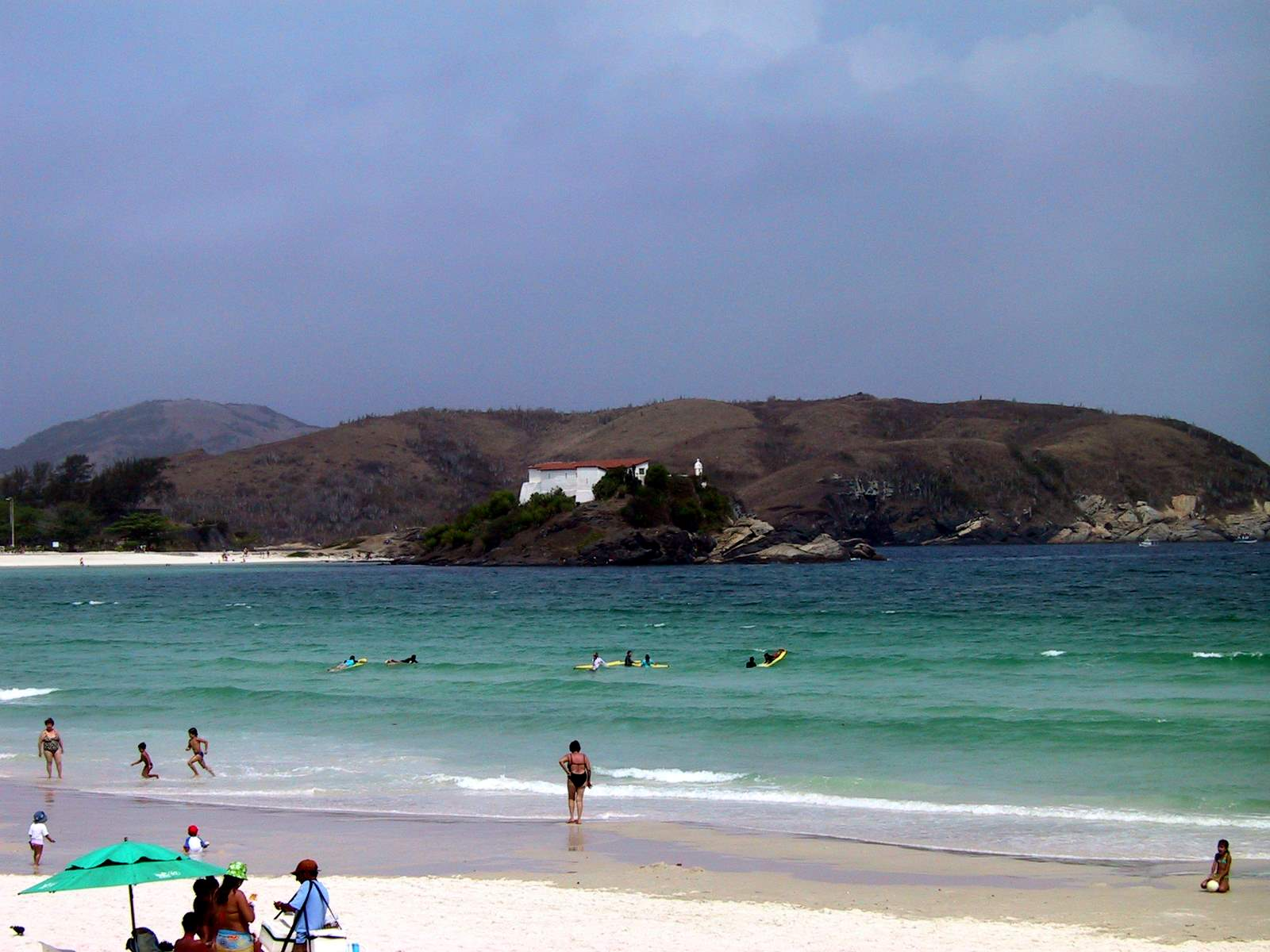
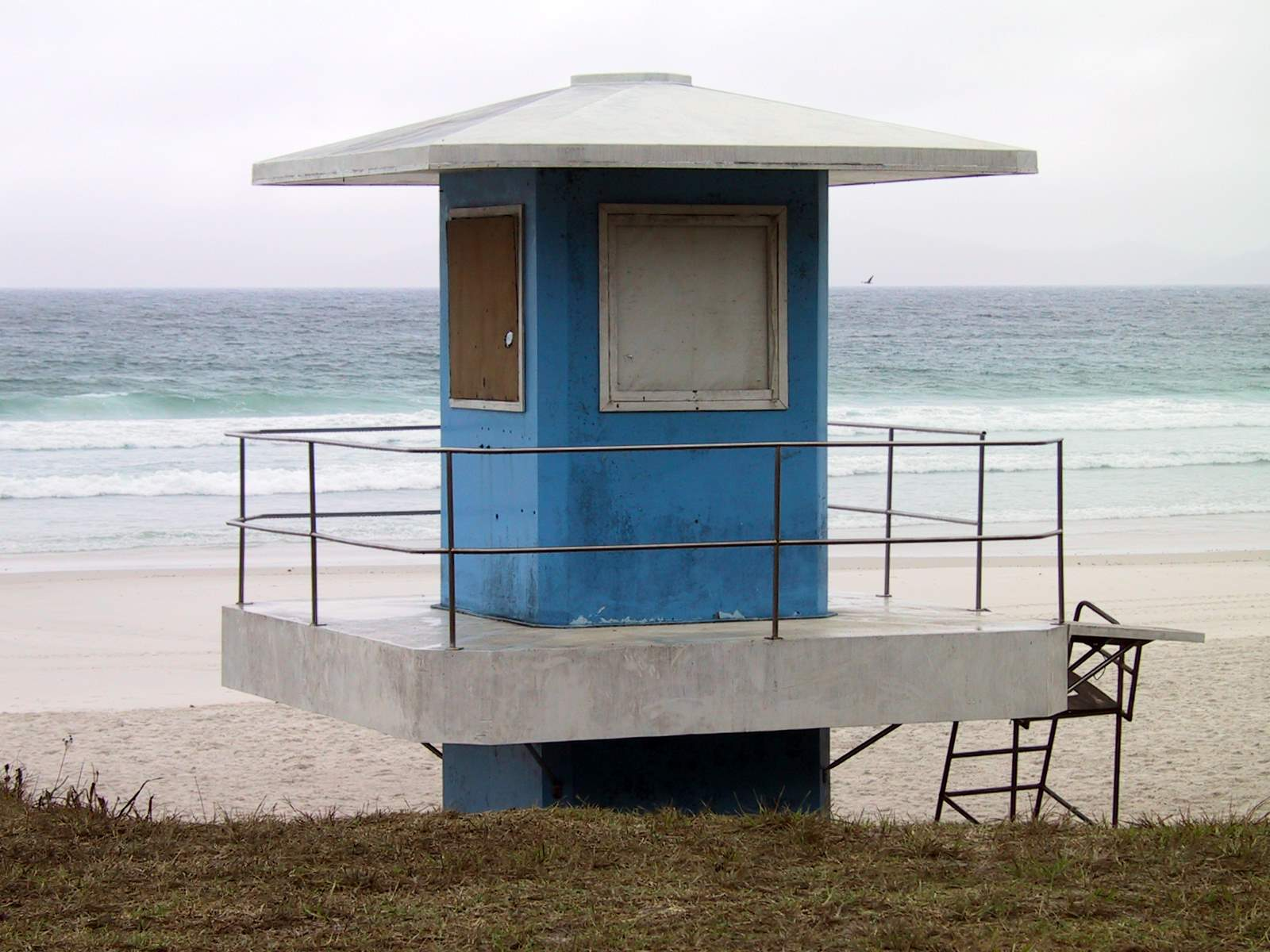
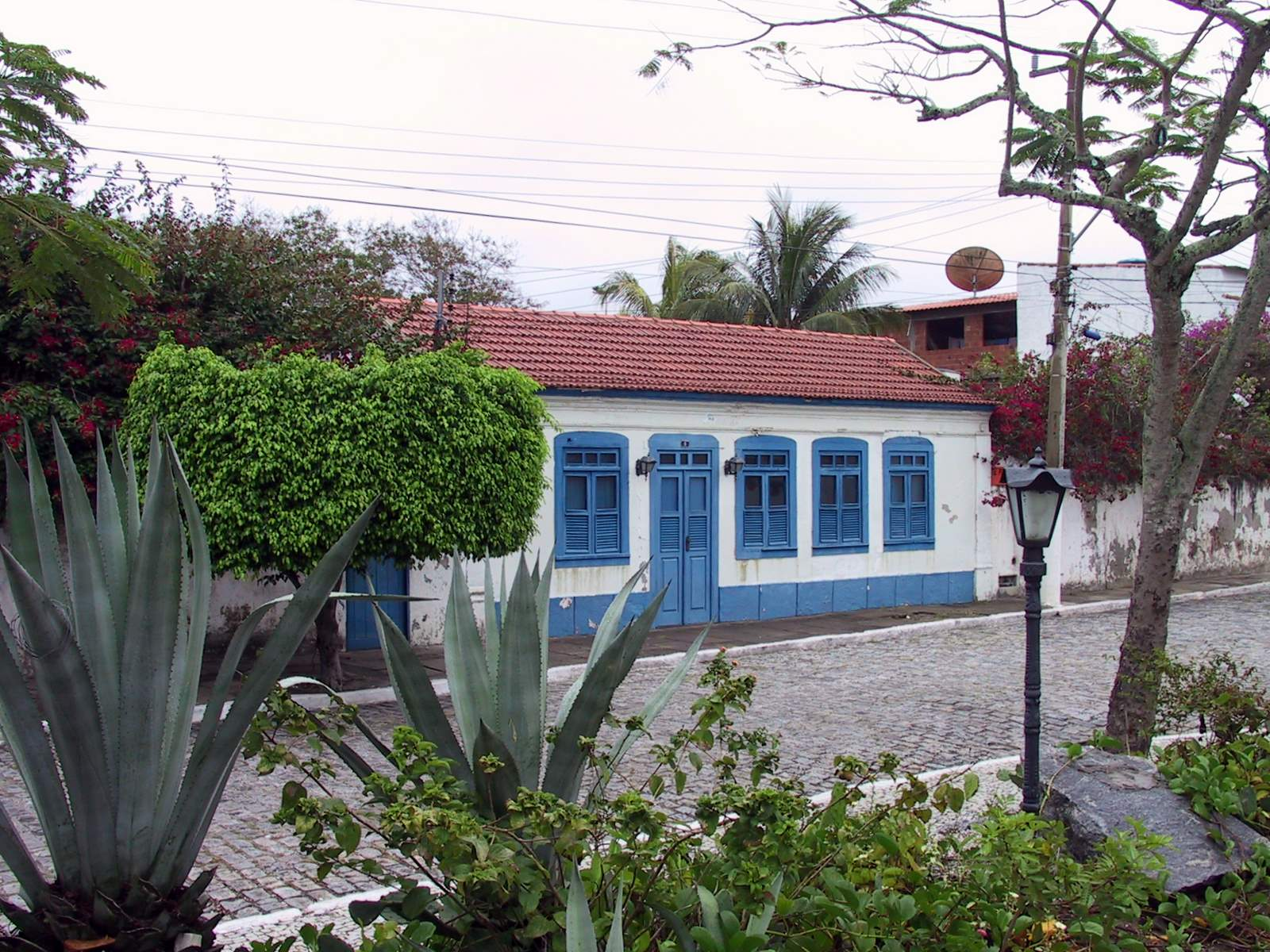
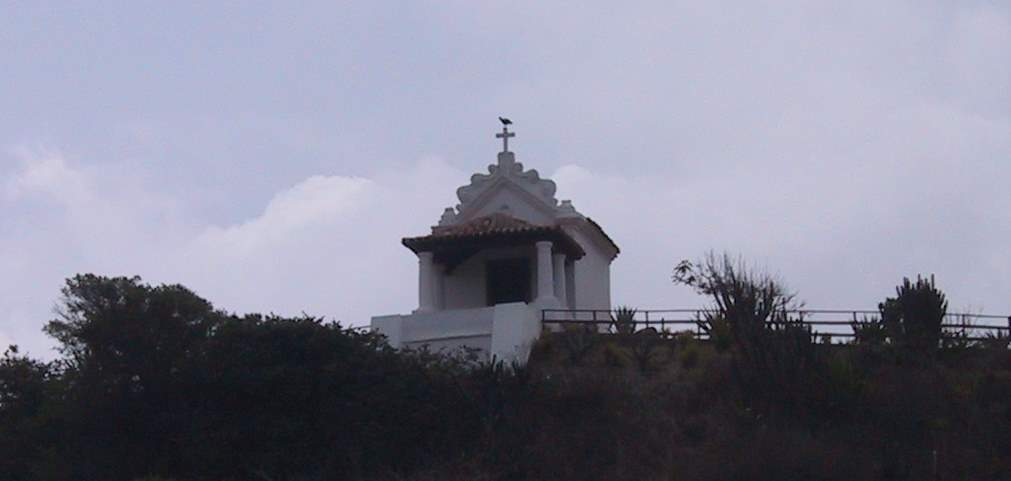
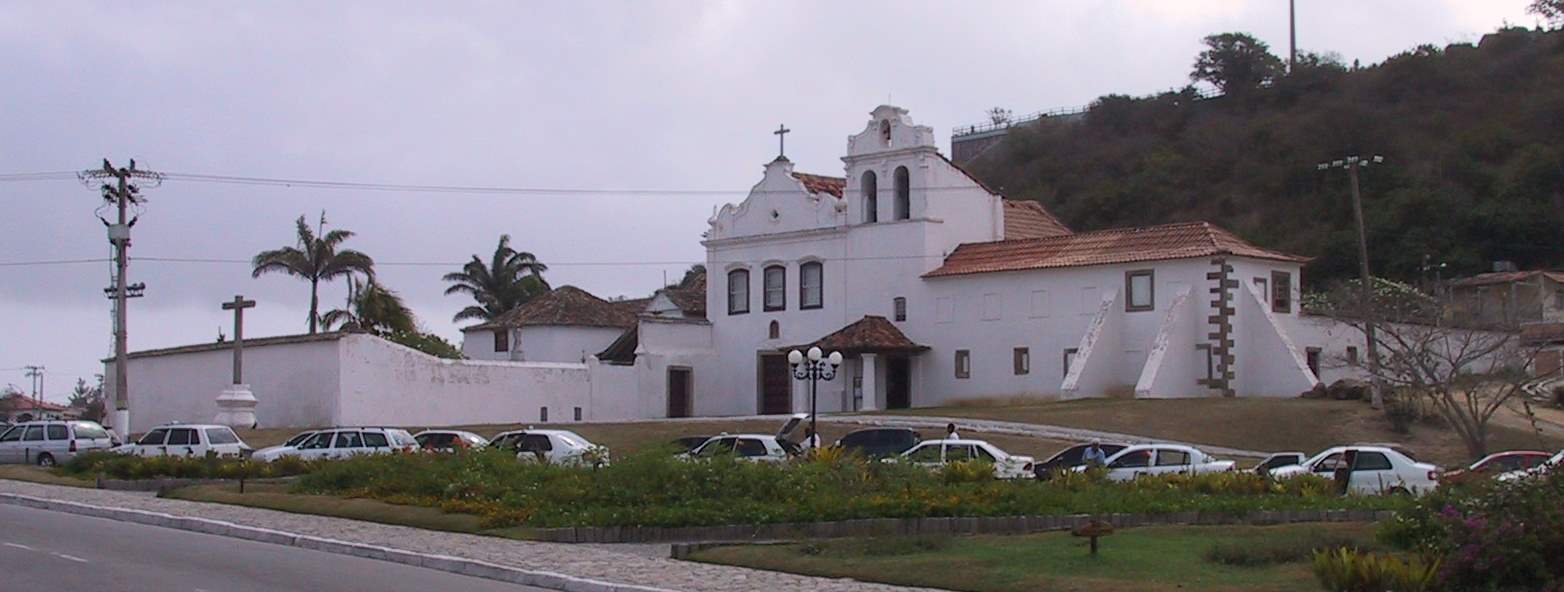
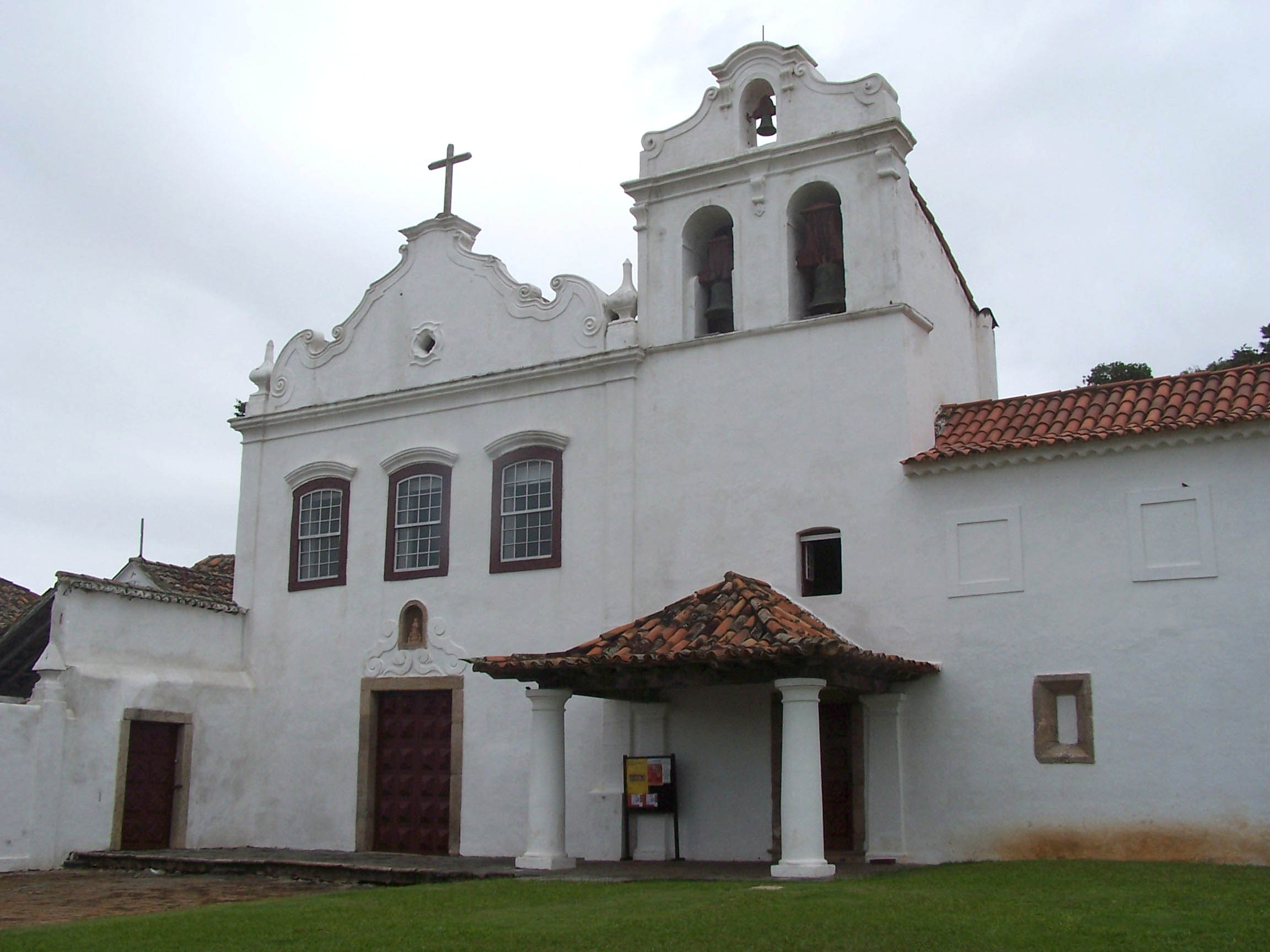
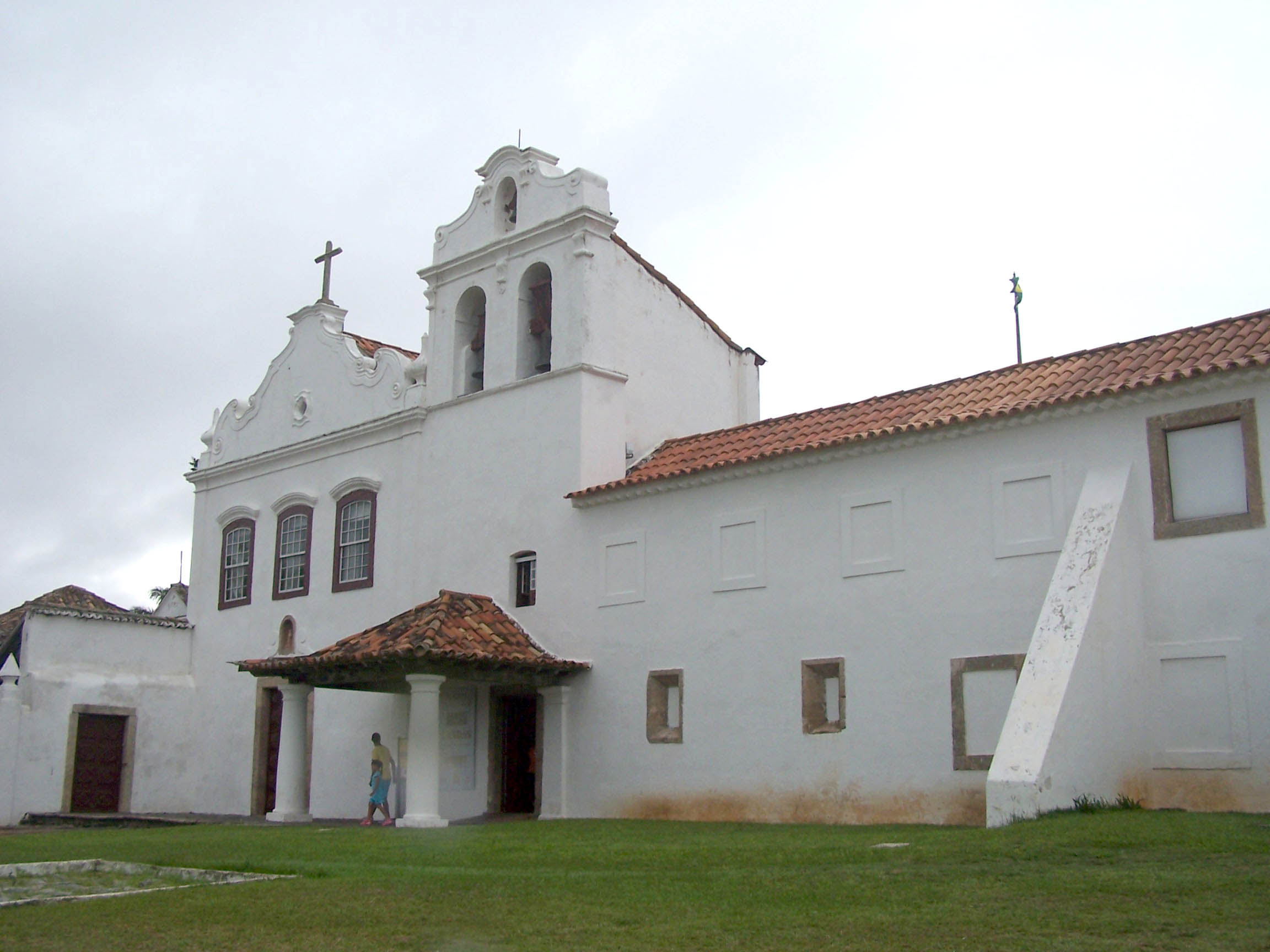
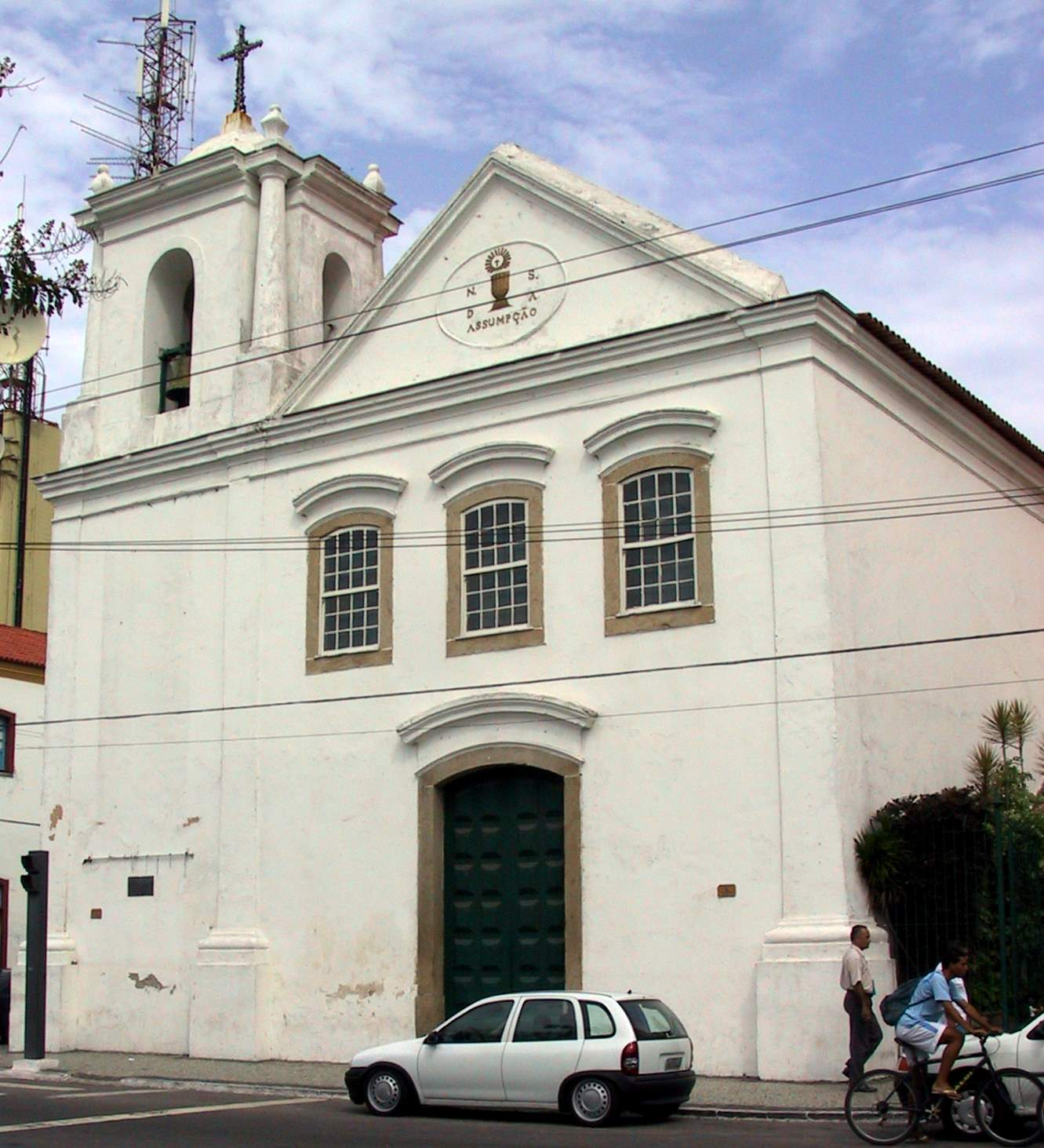
Église de l'Assomption
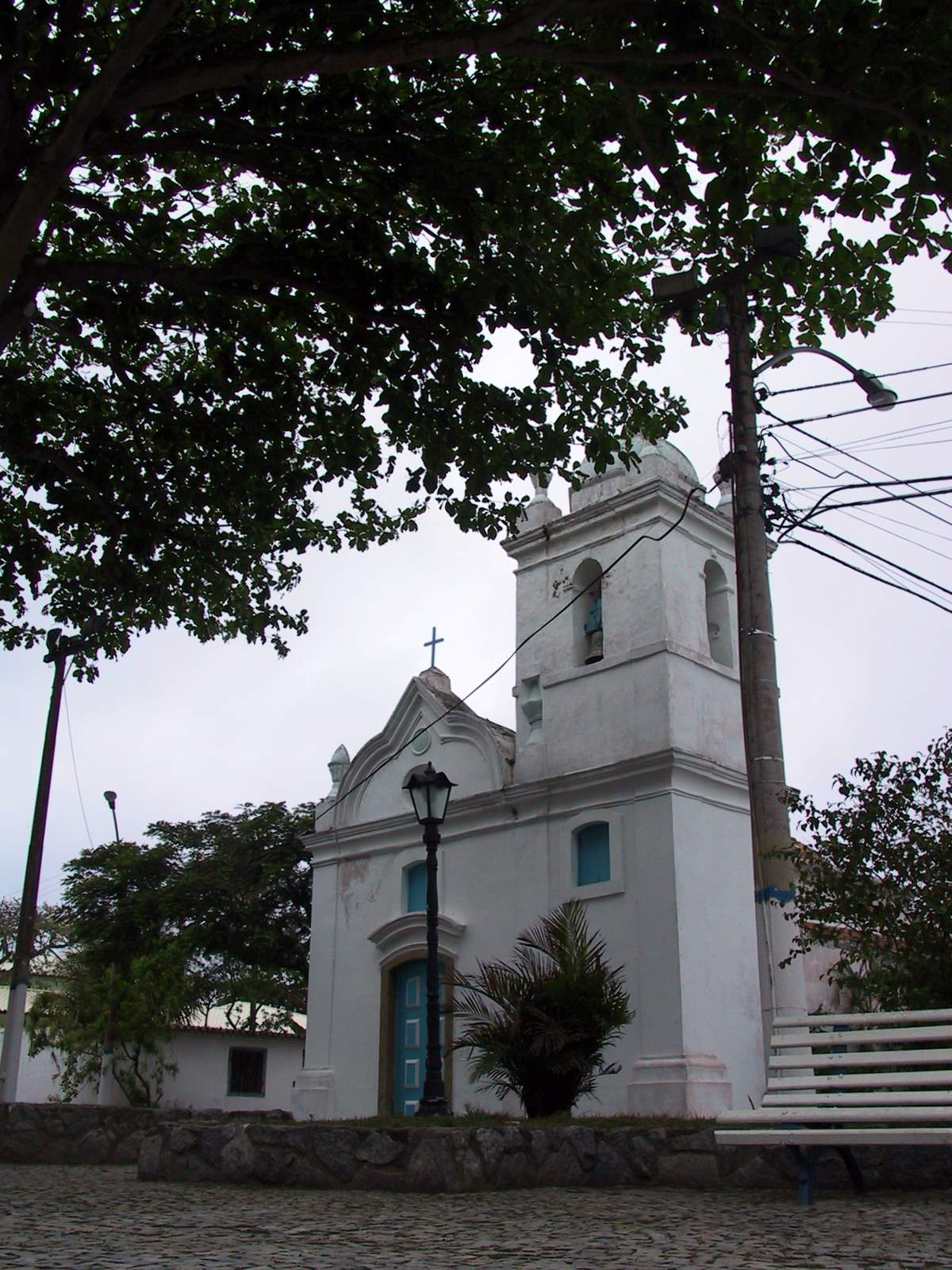
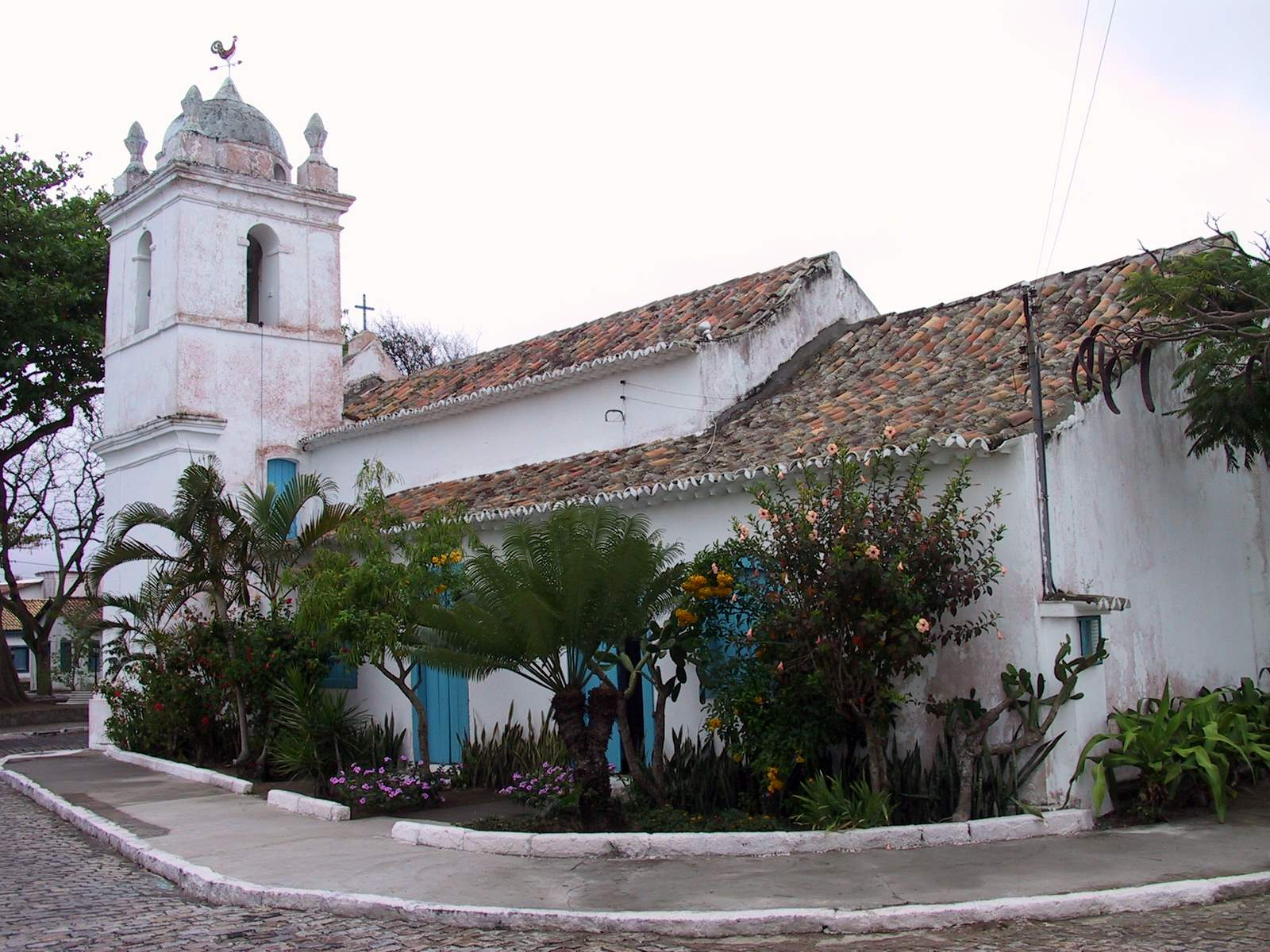
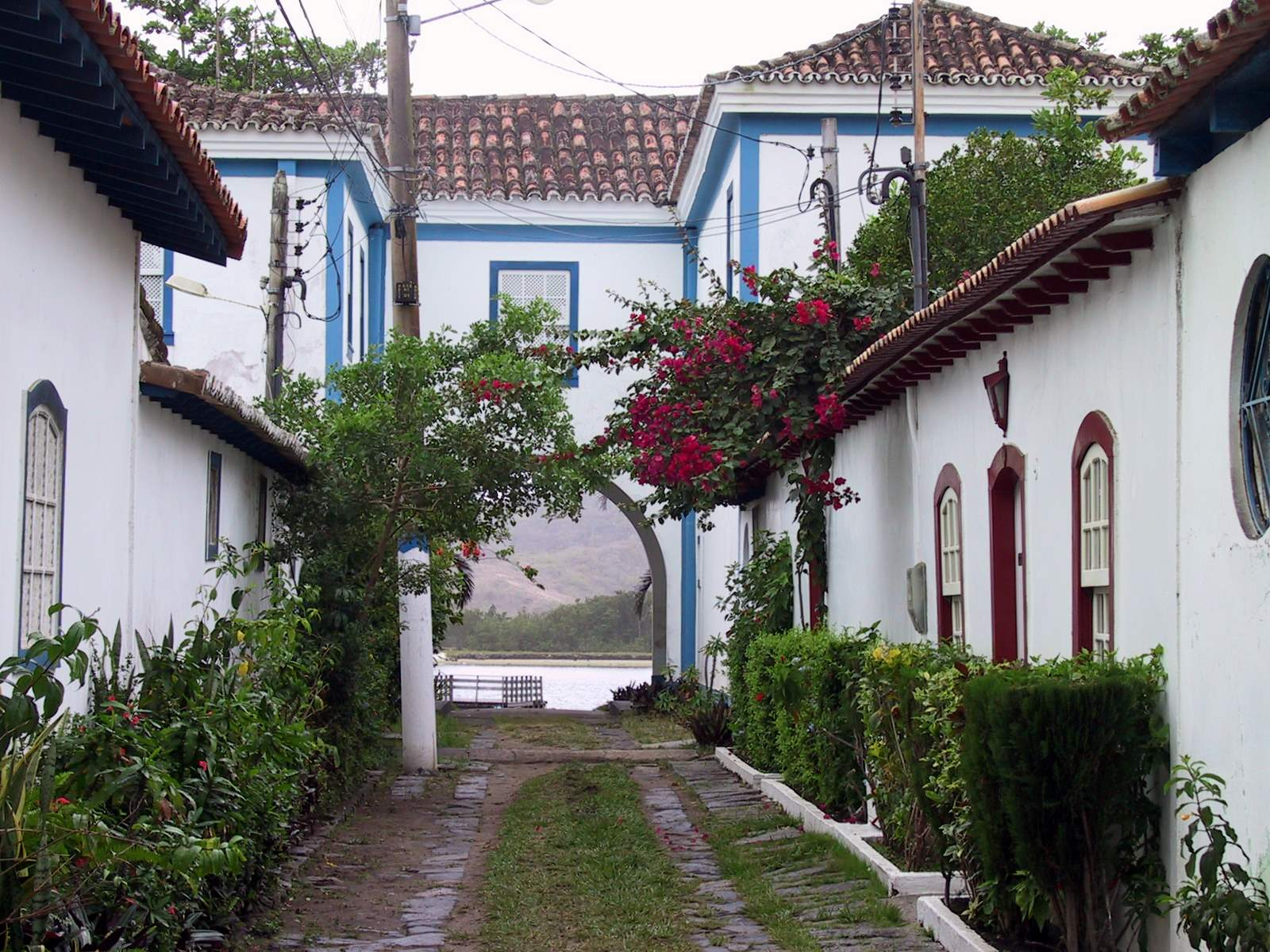
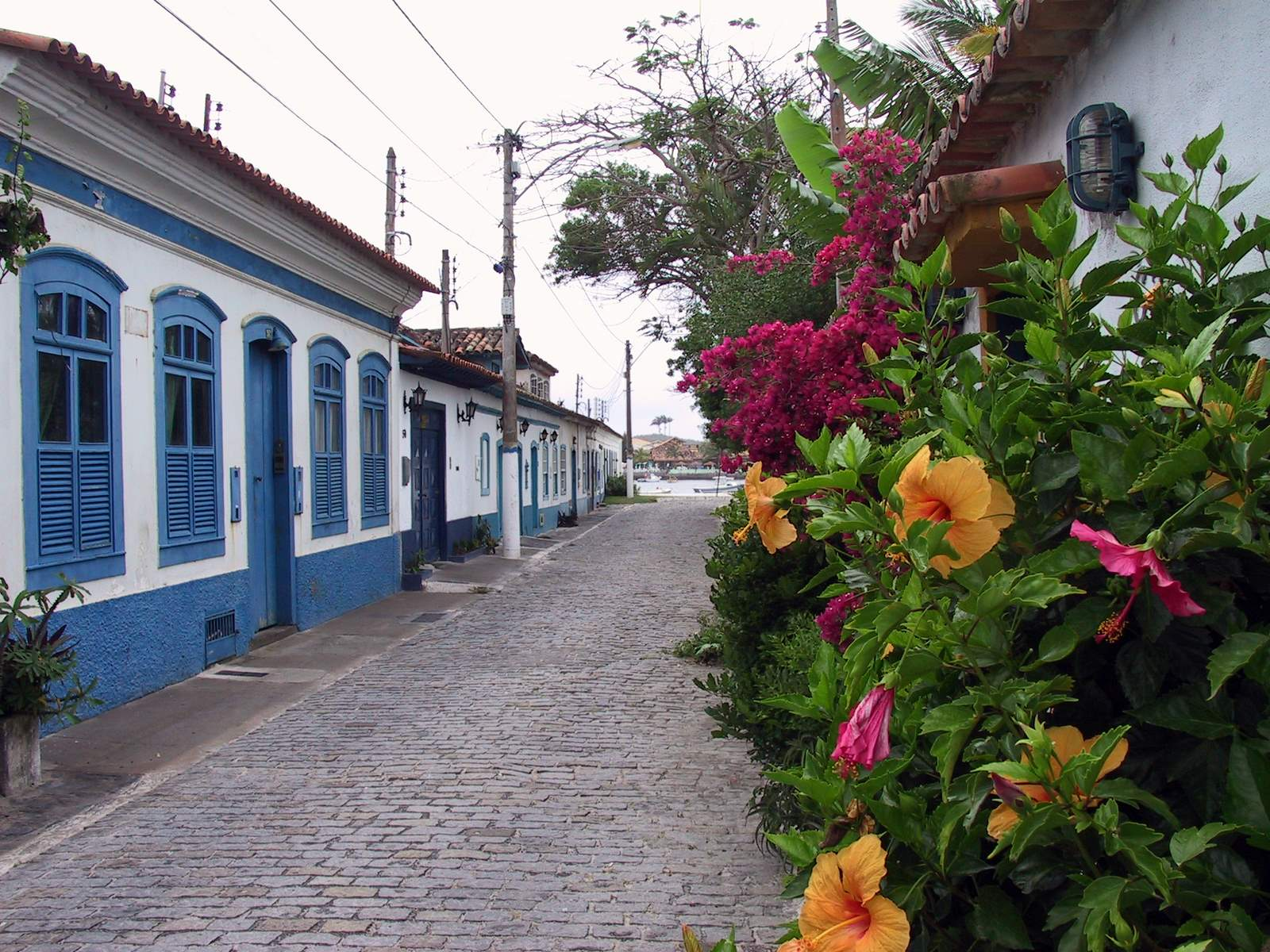
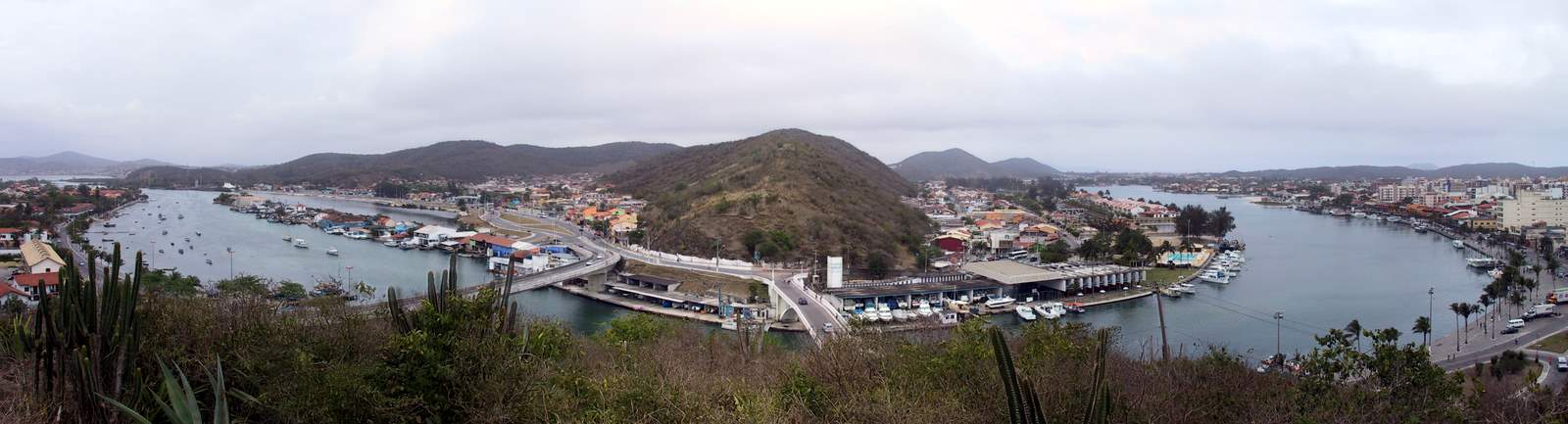
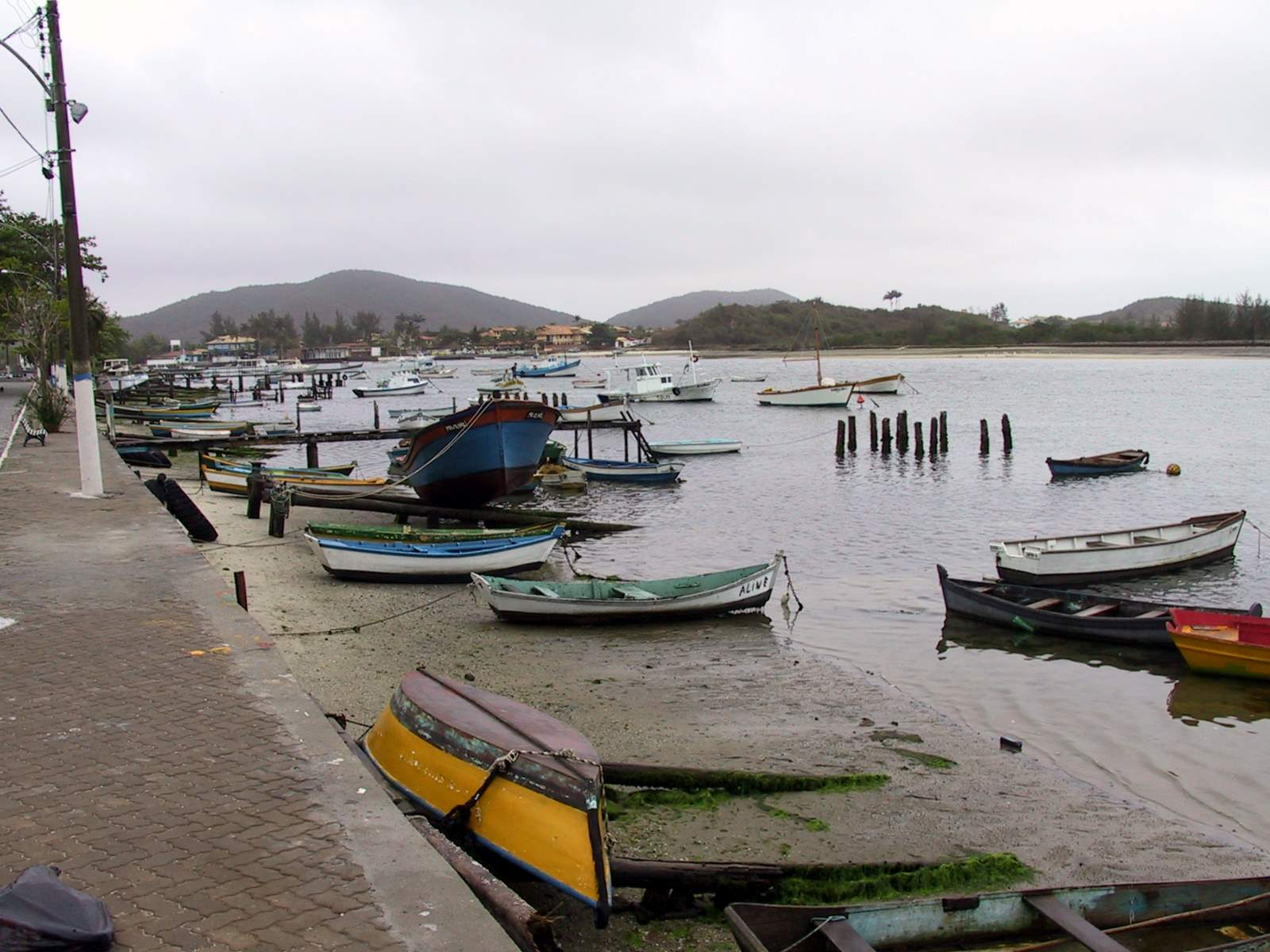